# The X Factor (Storbritannien, sæson 2)
Den anden sæson af The X Factor. Kate Thornton vendte tilbage som vært, mens Ben Shephard vendte tilbage som vært af The Xtra Factor. Dommertrioen bestod af de samme tre fra sidste sæson: Louis Walsh, Sharon Osbourne og Simon Cowell. Vinderen var Shayne Ward.
Efter auditions blev nummeret af deltagere skåret ned i hver kategori og hver dommer fik en af de tre kategorier. Louis Walsh fik detagere fra 16-24, Sharon Osbourne fik 25 og ældre og Simon Cowell fik grupperne.